# Hydropsyche morla
Hydropsyche morla là một loài Trichoptera trong họ Hydropsychidae. Chúng phân bố ở miền Cổ bắc.